# Желид
Же́лид (болг. Желъд) — село в Шуменській області Болгарії. Входить до складу общини Смядово.

## Населення
За даними перепису населення 2011 року у селі проживала 71 особа.
Національний склад населення села:
| Національність   | Кількість осіб | Відсоток |
| ---------------- | -------------- | -------- |
| болгари          | 46             | 64,8%    |
| турки            | 25             | 35,2%    |
| цигани           | 0              | 0%       |
| інша             | 0              | 0%       |
| не визначились   | 0              | 0%       |
| Всього відповіли | 71             |          |

Розподіл населення за віком у 2011 році:
Динаміка населення: